# Palaeacarus hystricinus
Palaeacarus hystricinus (лат.) — вид панцирных клещей семейства Palaeacaridae из надотряда акариформные. Встречаются в Голарктике: Северная Америка и Евразия. Микроскопического размера клещи, длина менее 1 мм (длина 345—366 мкм, ширина 197—208 мкм). Обитает в почве, также в гниющих растительных остатках, в гнилой древесине. Трихоботрии нитевидные. На гисторосоме три нотогастральных склерита. На лапках по 2 коготка. Мелкие бледноокрашенные клещи (белые или жёлтые), часто покрыты длинными чёрными щетинками. Ноги 6-члениковые. Щелевидные органы и жировые железы отсутствуют.